# Dolin (bedrijf)
Dolin is een Frans bedrijf dat alcoholische dranken en siropen produceert en verdeelt. De hoofdzetel is gevestigd in Chambéry.
Het bedrijf gaat terug op een destilleerderij die in 1815 in Les Échelles (Savoie) werd opgericht door Joseph Chavasse. In 1821 destilleerde Chavasse de eerste 'vermout van Chambéry', waarmee het bedrijf bekend werd. Later richtten dochter Marie en schoonzoon Louis-Ferdinand Dolin hun eigen vermoutdestilleerderij op in Chambéry. Sinds 1919 is de firma Dolin in handen van Joseph en Charles Sevez en hun nazaten.
De firma produceert behalve vermout ook génépi, gentiane en verschillende likeurs, eaux de vie en aperitieven. Daarnaast brengt ze zo'n 20 smaken siroop op de markt. Andere siroopfabrikanten in Frankrijk zijn Teisseire, Monin en Routin.
Dolin is medeoprichter en aandeelhouder van de bierbrouwerij Brasserie du Mont-Blanc.
De firma is gevestigd op een bedrijventerrein in Chambéry, waar ze een gebouw van 4600 m² betrekt op een terrein van 12.500 m². Dolin telt 22 vaste werknemers. In 2020 realiseerde ze een omzet van 14,8 miljoen euro. 56% van de verkoop gaat naar supermarkten, 32% naar export, voornamelijk naar de Verenigde Staten, Canada en Australië. Verder vindt 7% van de verkoop plaats in het 'traditionele' netwerk in de Alpen en 5% in andere horecazaken.

## Galerij

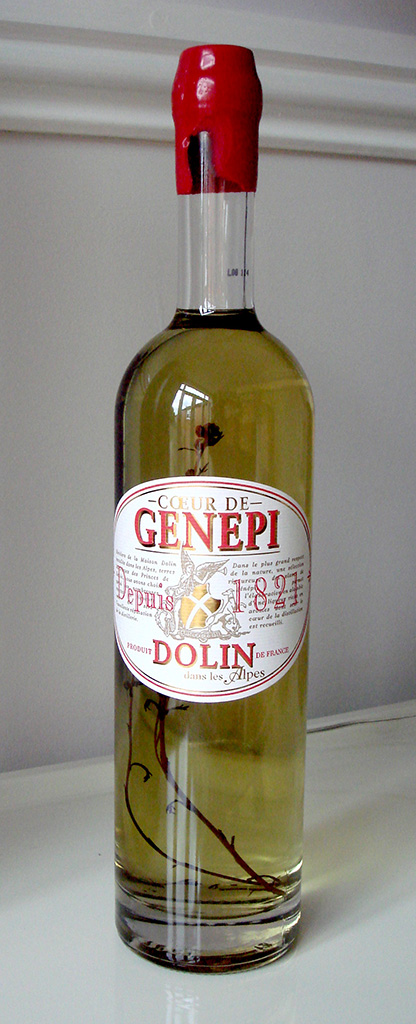
Coeur de Génépi, een génépi
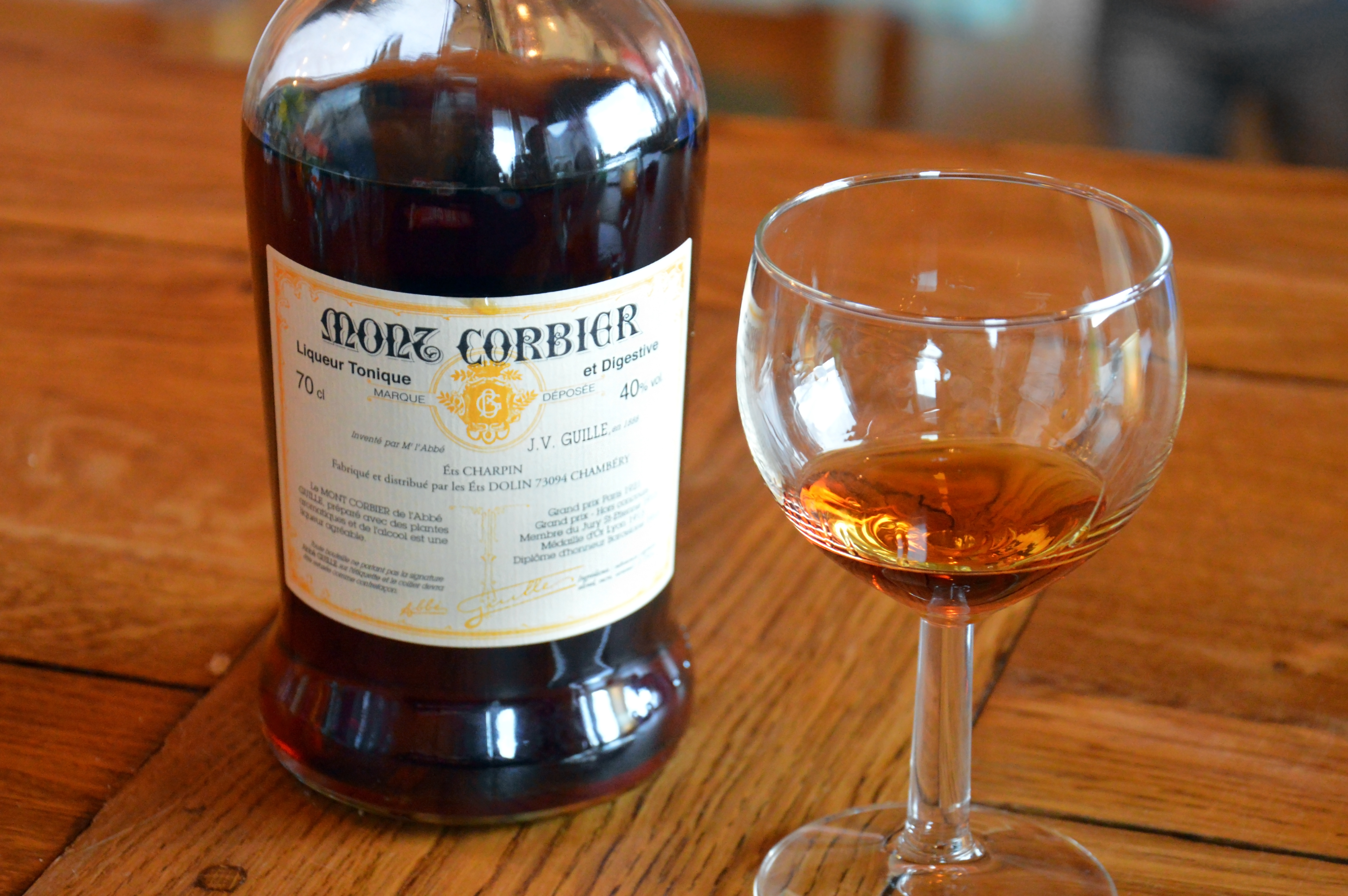
Le Mont Corbier, een digestief
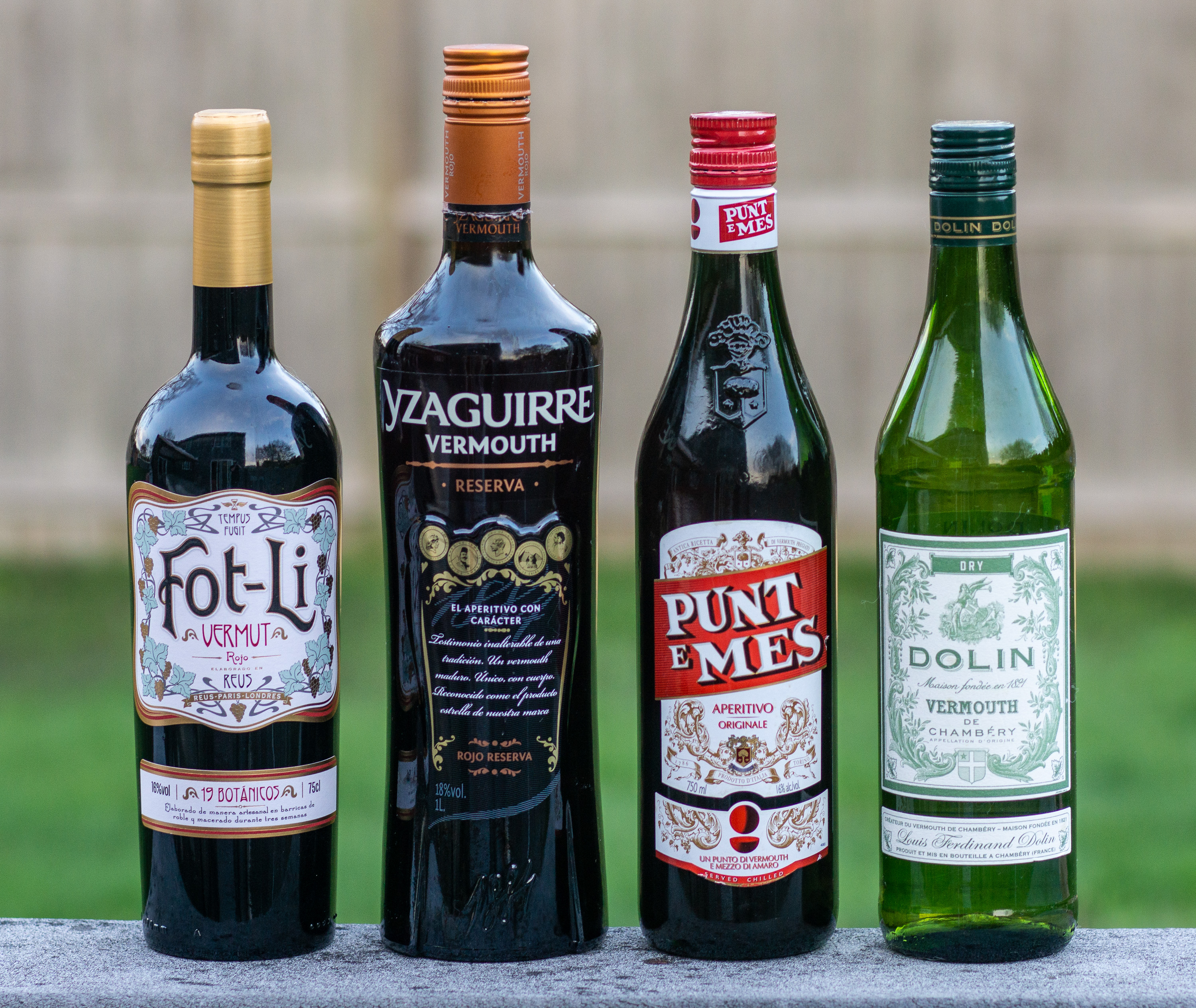
De meest rechtse fles is een droge vermout van Dolin
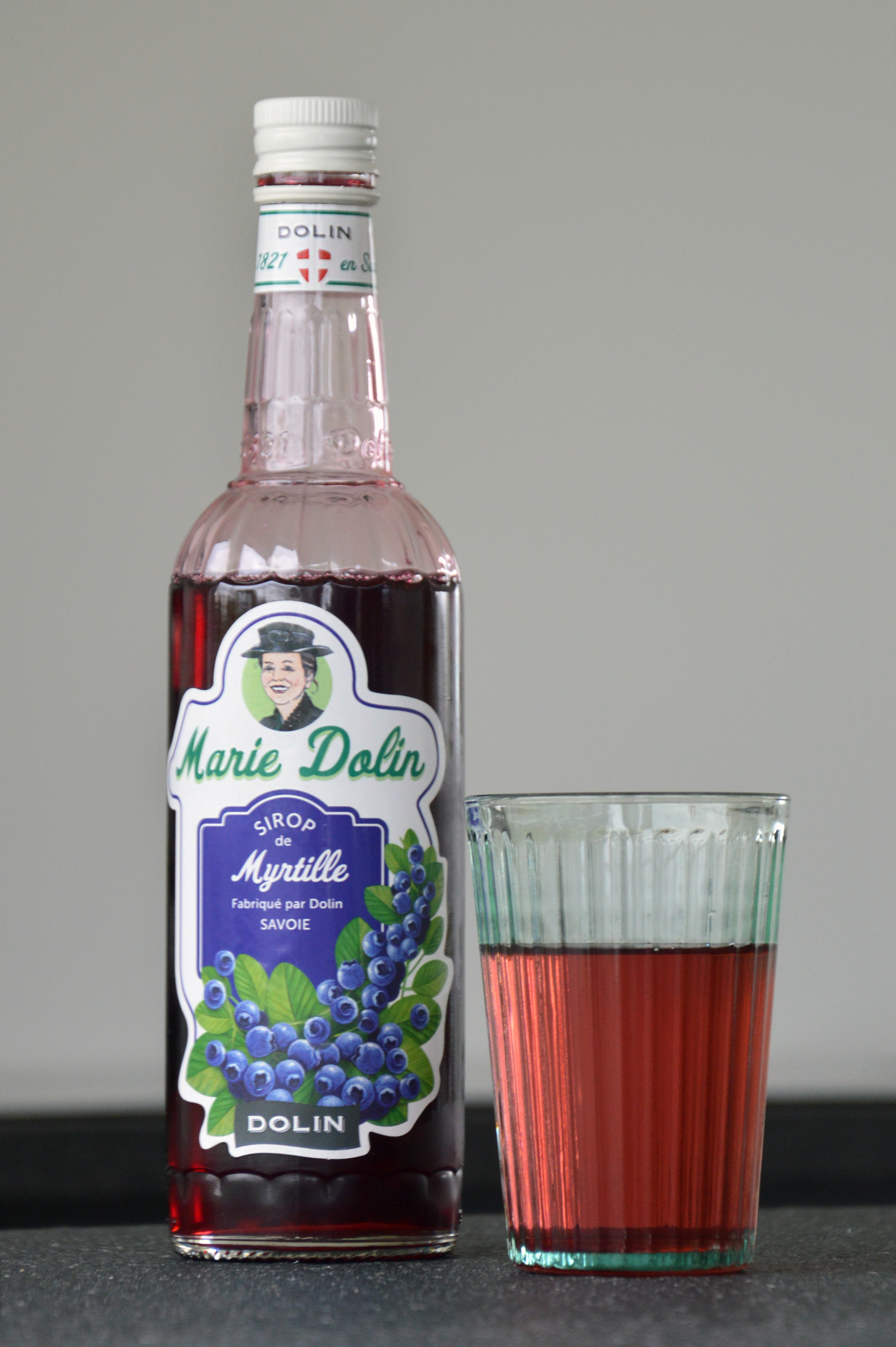
Blauwe bosbessensiroop van het merk Marie Dolin